# Международная федерация го
Международная федерация го (МФГ; англ. — International Go Federation или IGF) — международная организация в го, курирующая деятельность всех национальных федераций в этом виде интеллектуального спорта.

## Информация об организации
Основной функцией МФГ является популяризация го в странах мира, формирование связей между отдельными национальными федерации в этом виде спорта. Международная федерация го осуществляет проведение Чемпионата мира по го среди любителей, Чемпионата мира по го среди студентов, Всемирных интеллектуальных игр (совместно с другими организациями, входящими в состав IMSA) и других соревнований. МФГ является организацией, не относящейся к политике и религии и пропагандирующей принцип Fair Play в спортивных соревнованиях.
Истоками Международной федерации го являются Европейская федерация го, основанная в 1959 году и Японская ассоциация, организовавшая первый Чемпионат мира по го среди любителей в 1979 году. Мероприятие посетили сильнейшие представители из разных стран, в результате было принято решение основать международную федерацию. МФГ появилась 18 марта 1982 года и изначально включала 29 членов. 19 апреля 2005 года МФГ стала одним из основателей Международной ассоциации интеллектуального спорта. 7 апреля 2006 года МФГ вошла в состав Генеральной ассамблеи международных спортивных федераций (GAISF; в настоящее время SportAccord). 9 сентября 2008 года МФГ приняла Всемирный антидопинговый кодекс и его международные стандарты.
На 2011 год в состав МФГ входит 71 го-организация (35 в Европе, 16 в Азии, 15 в странах Америки, 3 в Африке и 2 в странах Океании).

## Президенты МФГ
1. Сидзуо Асада — профессиональный игрок, основатель и первый президент, 1982—1997;
2. Фумио Ватанабэ, 1997—2001;
3. Мацуо Тосимицу, 2001—2004;
4. Масао Като, профессиональный игрок 9 дана, 2004—2005;
5. Норио Кудо, профессиональный игрок 9 дана, 2005—2007
6. Хирому Окабэ, председатель совета директоров Нихон Киин, президент Denso Corporation, 2007—2009
7. Хидэо Отакэ, профессиональный игрок 9 дана, председатель совета директоров Нихон Киин, 2009—2010;
8. Чан Чжэньмин, президент CITIC Group, с 2010 года[4].